# Sardarapat
Sardarapat là một đô thị thuộc tỉnh Armavir, Armenia. Dân số ước tính năm 2011 là 6308 người.